# Sztikjunkier
Sztukjunkier – stopień wojskowy w Korpusie Artylerii Koronnej. Odpowiednik chorążego w piechocie.
Obowiązki Sztukjunkra zawarte były w regulaminie z 1767 w artykule „Powinności każdego z Osobna Artyllerysty podług Stopnia y Urzędu tak względem umieiętności jako y Służby Pańskiey”.

Urząd Stuckjunkiera, jako iest Stopniem początkowym Oberofficera, tak przez stopnie Unterojficerskie Applikacyą Chwalebną przeydzie, będąc od Kapitana Swoiego od Któreykolwiek bądź Kompanii do Stabu Zarekomendowany, a przez Staab tak niedawnością, lecz bardziey sposobnością wybrany, w Obecności Officerów Sprawiedliwie Examinowany y być godnym Officerstwa przyznany. Powinność Jego nie tylko w dalszey Sztuce Artylleryczney sam ćwiczyć się, iako to Umić Kanoniera do działa, Bombardyera do Moździerza, Faierwerka do Sztuk Ognistych sposobić, ałe też Bateryą do Dział lub moździerzy doskonale rozrządzić y być sprawnym do wykonania dzieł Zaleconych od Starszych Oficerów, y Aplikować się Codziennie do początków Fortyffikacyi, w Kompanii Zaś mieć Dozór Unteroff., leżeli swym porządkiem powinna Służba idzie, a odebrawszy Rapport od Ober-faierwerka Tenże odniósł do Podporucznika y do Kapitana iść powinien. O wygodzie Chorych wiedzie ma y Sam Czasem nawiedzić, y przez Swoią Ustawiczną Aplikacyą wzmagać się być godnym dalszego Awansu.